# Ramón Tamames Gómez
Ramón Tamames Gómez (Madrid, 1 de novembre de 1933) és un economista i polític espanyol.

## Trajectòria política
Membre del Comitè Executiu del Partit Comunista d'Espanya (PCE) des de 1976, va ser elegit diputat per Madrid a les eleccions generals espanyoles de 1977 i 1979. Entre 1979 i 1981 va ser regidor i primer tinent d'alcalde de l'Ajuntament de Madrid, sent l'alcalde Enrique Tierno Galván. Va abandonar el PCE el maig de 1981 per a fundar al desembre de 1984 la Federación Progresista, amb la que va participar en la creació d'Izquierda Unida (IU) el 1986, i va ser elegit diputat a les eleccions generals espanyoles de 1986. El 1987 la FP va abandonar IU i el 1989, quan encara era diputat, abandona la direcció d'aquest partit i ingressà al Centre Democràtic i Social (CDS), encara que abandonà la política poc temps després.
El 21 de març de 2023 va ser el candidat a la presidència del govern espanyol en la moció de censura contra Pedro Sánchez de 2023 que va presentar el partit polític Vox al Congrés dels Diputats, amb un discurs en què va defensar la unitat d'Espanya i les posicions polítiques d'aquest partit ultradretà i ultrancionalista.

## Trajectòria professional
Ha exercit com a catedràtic d'Estructura Econòmica a la Universitat de Màlaga (1968-1971) i a l'Autònoma de Madrid des de 1970, destacant per la seva rellevant i extensa tasca d'investigació i divulgació de la seva especialitat, tant en l'esfera espanyola com en la internacional. Autor d'innombrables llibres i articles, entre les seves principals obres econòmiques destaquen: Estructura económica de España (1960), Los monopolios en España (1967), el seu monumental Diccionario de economía y finanzas (1988) i La Unión Europea y el Euro (1997).
Ha estat, a més, consultor del Programa de les Nacions Unides per al Desenvolupament (PNUD) i de l'Institut d'Integració per a Amèrica Llatina (INTAL), depenent del Banc Interamericà de Desenvolupament (BID), i catedràtic de la Sorbona (París, França) entre 1983 i 1985. És catedràtic Jean Monnet de la Unió Europea i membre del Club de Roma des de 1992. Col·labora amb assiduïtat en diferents mitjans de comunicació.
Així mateix, ha participat en negocis immobiliaris, la legalitat i transparència dels quals han estat posades en dubte, cas de l'immoble "Cava Baixa, 30" a Madrid el 1989 i de la Casa de Arizón a Sanlúcar de Barrameda (Cadis), una casa de carregadors a Índies dels segles XVII i XVIII declarada BIC.
Ha estat col·laborador de publicacions com Triunfo, Cuadernos para el Diálogo, El País, Madrid, Diario 16, ABC o El Mundo, entre d'altres. El 1982 va passar a ser director del primer Anuari de la premsa espanyola, del diari El País; i el 1993, de l'Anuari El Mundo fins a 2003. Durant anys, fins a 1998, va ser col·laborador d'Antonio Herrero en la ràdio, primer en Antena 3, i ulteriorment en la cadena COPE. Actualment, és col·laborador habitual de Punto Radio (programa “Protagonistas”, que dirigeix Luis del Olmo), del diari electrònic estrelladigital.es, i de la revista Leer; i analista de Diario de la noche de Telemadrid, de Veo TV, i de Radio Inter.
El 12 de juny de 2012 va ser triat membre de nombre de la Reial Acadèmia de Ciències Morals i Polítiques. L'any 2013 es va incorporar al Patronat d'Honor de la Fundació Madrid, Centre Mundial d'Enginyeria (MCMI).

## Premis
- 1993 Premi Espasa d'Assaig per La España alternativa.[9]
- 1997 Premi Rei Jaume I d'Economia.[10][11]
- 1997 Premi Castella i Lleó a la Protecció del Medi Ambient
- 2003 Premi Nacional d'Economia i Medi Ambient

## Obres
- Formación y desarrollo del Mercado Común Europeo. Iber-Amer, 1965.[12]
- Los centros de gravedad de la economía española. Editorial Guadiana, 1968.[13]
- La República. La era de Franco. Madrid: Alianza Universidad, 1973.[14]
- Historia de Elio. Barcelona: Editorial Planeta, 1976.[15]
- El socialismo inevitable, Barcelona, Editorial Planeta, 1978.
- Una idea de España, ayer, hoy y mañana. Barcelona: Plaza y Janés, 1985.[16]
- La Unión Europea / Ramón Tamames y Mónica López Fernández. Madrid: Alianza Editorial, S.A., 2002. ISBN 84-206-8619-0; 978-84-206-8619-6
- Estructura económica internacional / Ramón Tamames (Begoña González Huerta, coautora). Madrid: Alianza Editorial, S.A., 2003. ISBN 84-206-3906-0; 978-84-206-3906-2
- Introducción a la economía española / Ramón Tamames y Antonio Rueda. Madrid: Alianza Editorial, S.A., 2005. ISBN 84-206-5835-9; 978-84-206-5835-3
- Estructura económica de España / Ramón Tamames (Antonio Rueda, coautor. Madrid: Alianza Editorial, S.A., 2005. ISBN 84-206-8712-X; 978-84-206-8712-4
- Diccionario de economía y finanzas. Ramón Tamames y Santiago Gallego. Madrid: Alianza Editorial, S.A., 2006. ISBN 84-206-4863-9; 978-84-206-4863-7
- El siglo de China. De Mao a primera potencia mundial. Planeta. 2007 (4a ed.) ISBN 978-84-080-7887-6[17][18]
- Ni Mussolini ni Franco: la dictadura de Primo de Rivera y su tiempo. Editorial Planeta, 2008. ISBN 978-84-08-07707-7[19]
- Para salir de la crisis global: Análisis y soluciones. Editorial Edaf. 2009. ISBN 978-84-414-2139-4.
- La crisis económica: cómo llegó y cómo salir de ella. Edita expansión. 2009. ISBN 978-84-96878-77-8
- ¿Cuándo y cómo acabará la crisis? Tractatus Logicus Economicus. Ediciones Turpial. 2011. ISBN 978-84-95157-36-2
- España, un proyecto de país: La crisis de la deuda soberana en la Eurozona. Ediciones Turpial. 2012. ISBN 978-84-95157-41-6
- Más que unas memorias, 2013.[20]
- ¿A dónde vas Cataluña? Cómo salir del laberinto independentista. Península, 2014.[21]